# Cenefia delli
Cenefia delli är en spindeldjursart som beskrevs av Forster 1954. Cenefia delli ingår i släktet Cenefia och familjen Triaenonychidae. Inga underarter finns listade i Catalogue of Life.